# Arquidiocese de Olomouc
A Arquidiocese de Olomouc (Archidioecesis Olomucensis) é a Arquidiocese Metropolitana de Rito Latino da Igreja Católica Romana na República Checa. Tem a sua sede em Olomouc.

## Igrejas especiais
Sua catedral arquiepiscopal é a Catedral de São Venceslau em Olomouc e também tem três basílicas menores marianas :
Basílica da Assunção da Virgem Maria em Hostýn , região de Zlín
Basílica da Assunção da Virgem Maria e dos Santos Cirilo e Metódio em Velehrad , região de Zlín
Basílica da Visitação da Virgem Maria em Olomouc, Região de Olomouc
Estatísticas 
A partir de 2015, atendeu pastoralmente 746.900 católicos (53,0% do total de 1.410.000) em 10.018 km² em 418 paróquias e 2 missões com 343 sacerdotes (246 diocesanos, 97 religiosos), 33 diáconos, 326 religiosos leigos (117 irmãos, 209 irmãs) e 19 seminaristas.

## Arcebispos do Século XX[1]
| #                        | Nome                       | Período    | Notas                                     |
| Arcebispos               | Arcebispos                 | Arcebispos | Arcebispos                                |
| ------------------------ | -------------------------- | ---------- | ----------------------------------------- |
|                          | Josef Nuzik                | 2024-      | Atual                                     |
|                          | Jan Graubner               | 1992-2022  | Nomeado Arcebispo de Praga                |
|                          | František Vaňák            | 1989-1991  |                                           |
|                          | Josef Karel Matocha        | 1948-1961  |                                           |
|                          | Leopold Prečan             | 1923-1947  |                                           |
|                          | Antonín Cyril Stojan       | 1921-1923  |                                           |
|                          | Lev Skrbenský z Hříště     | 1916-1920  |                                           |
|                          | Franziskus von Sales Bauer | 1904-1915  |                                           |
|                          | Theodor Kohn               | 1893-1904  |                                           |
| Bispos auxiliares        |                            |            |                                           |
|                          | Antonín Basler             | 2017-atual |                                           |
|                          | Josef Nuzik                | 2017-2024  | Elevado a Arcebispo                       |
|                          | Josef Hrdlička             | 1990-2017  |                                           |
|                          | František Tomášek          | 1949-1965  | Nomeado Administrador apostólico de Praga |
|                          | Joseph Martin Nathan       | 1943-1947  |                                           |
|                          | Stanislav Zela             | 1940-1969  |                                           |
|                          | Jan Stavěl                 | 1927-1938  |                                           |
|                          | Josef Schinzel             | 1922-1944  |                                           |
|                          | Wilhelm Blazek             | 1906-1912  |                                           |
|                          | Jan Nepomuk Weinlich       | 1904-1905  |                                           |
|                          | Karel Wisnar               | 1904-1926  |                                           |
| Administrador apostólico |                            |            |                                           |
|                          | Josef Vrana                | 1973-1987  | Presbítero de Olomouc                     |
|                          | František Vaňák            | 1989       | Presbítero de Olomouc                     |

## Link Externo
- GCatholic.org, with Google map - data for all sections
- Herbermann, Charles, ed. (1913). «Olmütz». Enciclopédia Católica (em inglês). Nova Iorque: Robert Appleton Company
- Olmomouc from catholic-hierarchy.org